# Hexatriacontane
L'hexatriacontane est un hydrocarbure linéaire de la famille des alcanes de formule brute C36H74 et de formule semi-développée CH3-(CH2)34-CH3.